# Agriculture traditionnelle piaroa
L'agriculture traditionnelle piaroa, basée sur la culture itinérante, est typique de la région guyanaise et de l'Amazonie. Elle comprend de nombreuses espèces et variétés qui sont plantées dans des portions de jungle ou de forêt secondaire défrichées et qui retournent au fil des ans à l'état de forêt secondaire.

## Cycle de culture
Le cycle de culture piaroa est constitué d'une série de phases interdépendantes qui se suivent et parfois se chevauchent. La principale différence se situe entre les phases intensives, connues sous le nom de patha et une série de phases décrites avec le terme générique resaba. Ces dernières commencent quand les cultures exigeantes comme le manioc ou le maïs sont remplacées par celles à croissance lente comme les arbres, qui demandent peu d'attention et des périodes de production beaucoup plus longues. On peut voir dans le tableau ci-après que ces deux termes génériques sont divisibles en plusieurs catégories plus petites, qui décrivent les phases de l'évolution du jardin, des espèces dominantes, du propriétaire, etc.
| Français                                                                             | Piaroa                          | Période        | Végétation dominante |
| ------------------------------------------------------------------------------------ | ------------------------------- | -------------- | --- |
| Forêt abattue                                                                        | Isaka homena/isaka sakwa        | -              | Végétation haute |
| Champ abattu mais pas encore brûlé                                                   | Dawye hoipia                    | 0-4 mois       | Végétation séchant |
| Champ brûlé, période de culture                                                      | Isaka kwoa                      | 4-5 mois       | Végétation brûlée, écorces |
| Jardin de maïs                                                                       | Yamu patha/patha aleata         | 5-11 mois      | Maïs (Zea mays) |
| Jardin de manioc                                                                     | Ire patha                       | 1-3 (5) ans    | Manioc (Manihot esculenta), cultures mineures |
| Début de jachère, végétation basse/buissonnante, champ de manioc récemment abandonné | Resaba sakwa, resaba hareaba    | 3-4 ans        | Légumineuses, palmiers, plantes à fruits, plantes médicinales et magiques                                                                               |
| Jachère avec péjibaie / jachère avec uvilla / (le nom dépend de l'espèce dominante)  | Pahare resaba, nai resaba, etc. | plus de 4 ans  | Péjibaie, palmier pêche (Bactris gasipaes), Cupuaçu (cacao sauvage) (Theobroma grandiflorum), Uvilla (Raisin d'Amazonie) (Pourouma cecropiifolia), etc. |
| Vieille forêt secondaire                                                             | Tabo(saba) resaba               | plus de 6 ans  | Mélange de plantes cultivées et sauvages (en particulier palmiers et arbres fruitiers)                                                                  |
| Vieux jardin des ancêtres                                                            | Tabotihamina resaba             | plus de 25 ans | Végétation sauvage et plantes associées à l'intervention humaine (par ex. Sclerolobium guianense)                                                       |
| Forêt primaire et vieille forêt secondaire                                           | De'a                            | plus de 75 ans | Végétation sauvage |

## Espèces cultivées

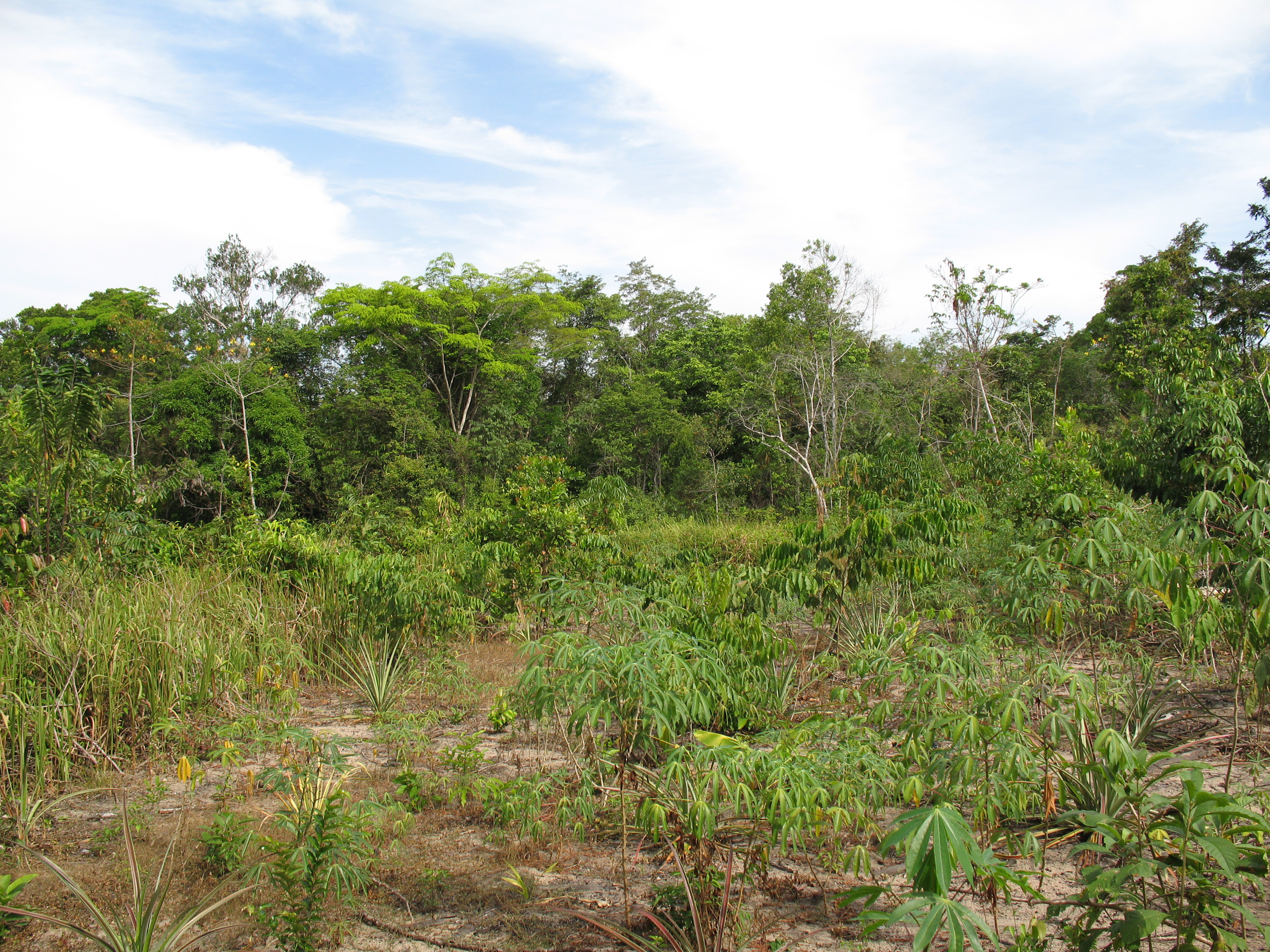
Plantation de manioc des indiens Piaroa, Venezuela.

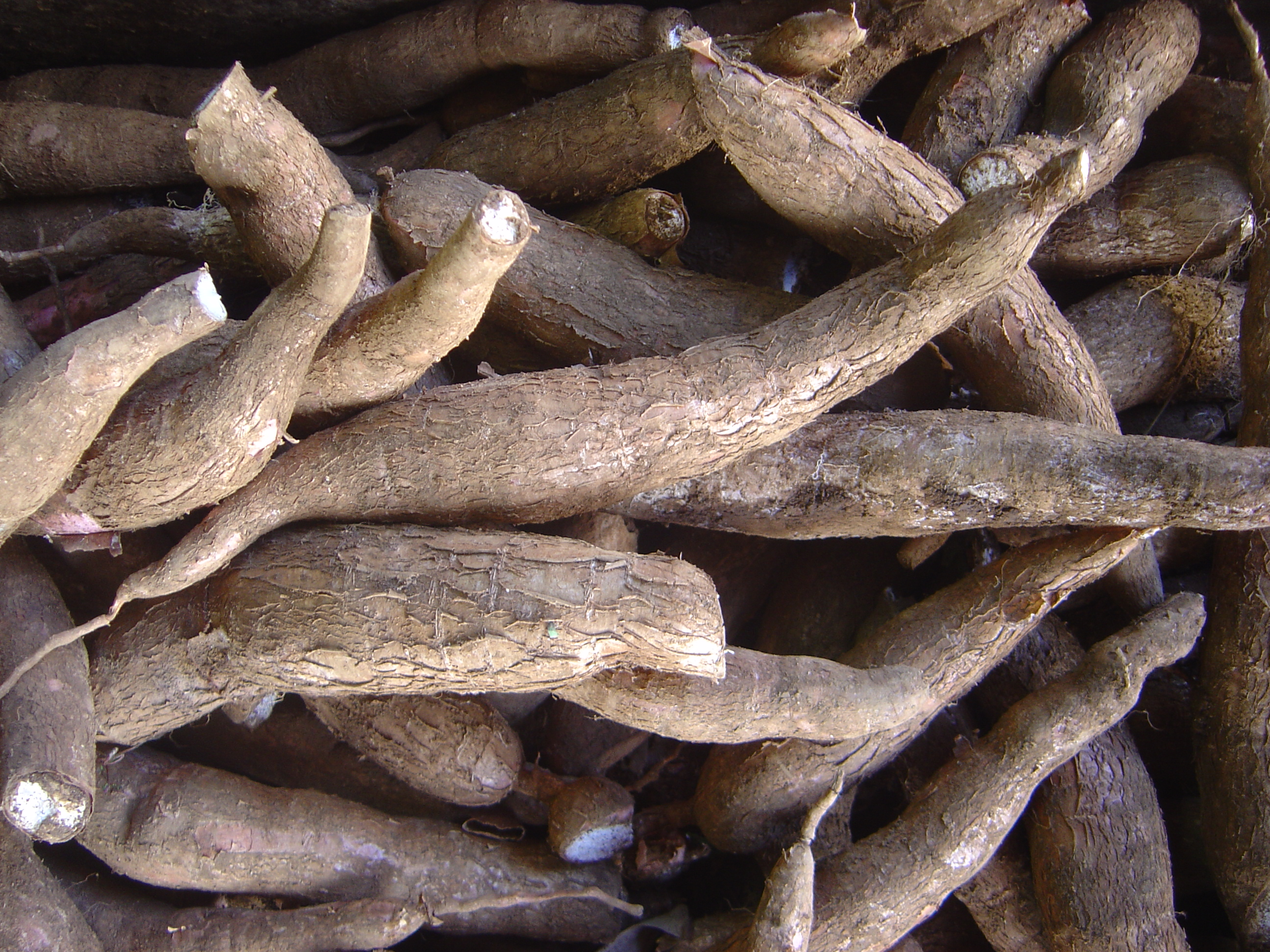
Racines de manioc

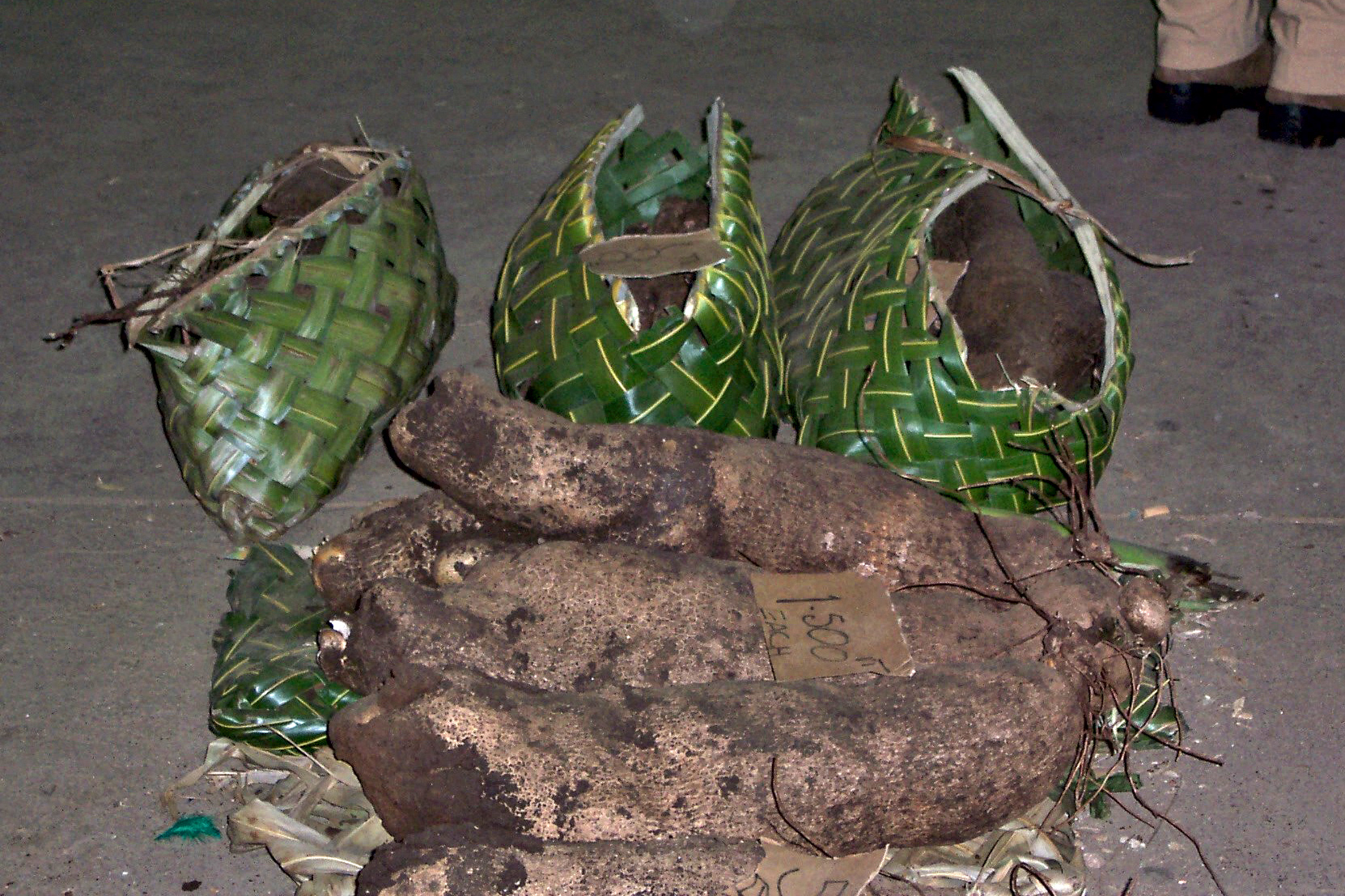
Ignames

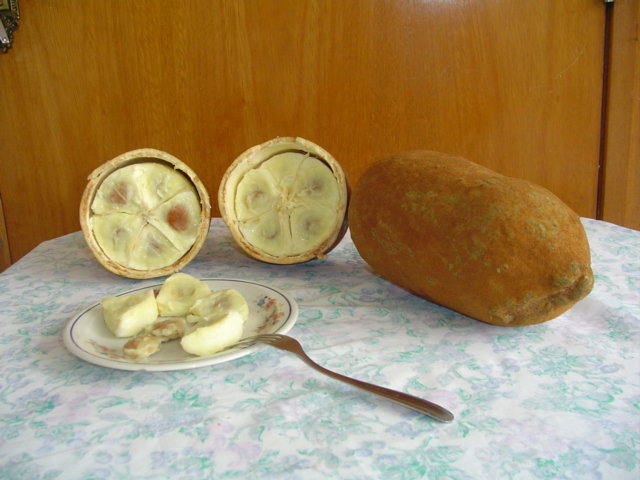
Cupuaçu (cacao sauvage)

Le nombre d'espèces et de variétés plantées est élevé. Même si seulement cinq variétés de manioc son plantées majoritairement pour leur commercialisation, il est planté dans 15 à 25 variétés et connu en plus de 100 variétés ayant des différences de saveur, d'acidité ou de couleur. Le manioc est à la base d'une trentaine de plats différents: huit types de gâteaux, quatre types de farine grillée, trois façons de consommer les tubercules, onze types de boissons et trois façons d'utiliser le yare (jus pressé), tels que la fameuse sauce cathare ou chaude (fabriqué à partir de yare, de piment et de têtes de fourmis bachaco).
| Nom vernaculaire                | Nom scientifique        | Nom piaroa  | Lieu de plantation/récolte   | Utilisation    |
| ------------------------------- | ----------------------- | ----------- | ---------------------------- | -------------- |
| Manioc                          | Manihot esculenta       | Ire         | jardins                      | nourriture     |
| Maïs                            | Zea mays                | Yamu        | jardins                      | nourriture     |
| Patate douce                    | Ipomoea batatas         | Wiriya      | jardins                      | nourriture     |
| Ananas                          | Ananas comosus          | Kana        | jardins                      | nourriture     |
| Banane                          | Musa sp.                | Paruru      | forêt secondaire             | nourriture     |
| Péjibaie (palmier pêche)        | Bactris gasipaes        | Pahare      | forêt secondaire             | nourriture     |
| Cupuaçu (cacao sauvage)         | Theobroma grandiflorum  | Harewa      | forêt secondaire             | nourriture     |
| Uvilla (Raisin d'Amazonie)      | Pourouma cecropiifolia  | Nai         | forêt secondaire             | nourriture     |
| Mingucha                        | Oenocarpus bataua       | Bare pu'ori | forêt primaire et secondaire | nourriture     |
| Piment                          | Capsicum frutescens     | Rate        | jardins                      | nourriture     |
| Cucurito                        | Attalea maripa          | Wacha       | forêt secondaire             | nourriture     |
| Manaca                          | Euterpe precatoria      | Menea       | forêt secondaire             | nourriture     |
| Papaye                          | Carica papaya           | Mapaya      | jardins, forêt secondaire    | nourriture     |
| Cocona, túpiro                  | Solanum sessiliflorum   | Nu'e        | forêt secondaire             | nourriture     |
| Camon, manoco, punáma, milpesos | Oenocarpus bacaba       | Pho pu'ori  | forêt primaire et secondaire | nourriture     |
| Igname                          | Dioscorea sp.           | Huare       | jardins                      | nourriture     |
| Mamure                          | Heteropsis spruceana    | Kiyo wipo   | forêt secondaire             | vannerie       |
| Tabac                           | Nicotiana tabacum       | Jatte       | jardins                      | tabac à fumer  |
| Capi                            | Banisteriopsis caapi    | Tuhuipä     | forêt primaire et secondaire | plante magique |
| Yopo                            | Anadenanthera peregrina | Yuhua       | forêt primaire et secondaire | plante magique |

Les jardins de l'Alto Cuao où Zent a effectué ses recherches et qui représentent bien l'agriculture traditionnelle des Piaroas, renferment de 20 à 40 cultigènes et vraisemblablement plus d'une centaine de variétés différentes.
Les cultures vivrières les plus importantes sont le manioc et le maïs, mais sont également plantés des:
- Légumes: patate douce, igname, courge, pois, etc.
- Fruits: ananas, banane, papaye, pastèque, avocat, lime, goyave, fruit de la passion, cacao sauvage, noix de cajou, arachide, etc.
- Condiments: piment, gingembre, canne à sucre, etc.
- Plantes industrielles: coton, calebasse, tiges de flèches, teintures (roucou, chica), ornements (Larme-de-Job), plantes ichtyotoxiques (barbasco), cordages, etc.
- Drogues: tabac, capi, yopo.
- Plantes magiques et médicinales: amaranthe, caladium, calathea, etc.